# Línea 22 (autobuses urbanos de Granada)
La línea 22 fue una línea regular de autobús urbano de la ciudad española de Granada. Estaba operada por la empresa Transportes Rober.
Realizaba el recorrido comprendido entre Parque Almunia y Jardín de la Reina, a través del eje del Camino de Ronda. Tiene una frecuencia media de 15 a 25 minutos.

## Recorrido
La línea surge para comunicar el barrio de La Chana con el Camino de Ronda, función que realizaba la línea 10 hasta el traslado de la estación de autobuses. Fue modificada en su extremo para dar servicio a las nuevas construcciones en Parque Almunia, con un recorrido de sentido único, para después recuperar una línea de doble sentido en el Camino de Ronda. El recorrido de regreso fue cambiado del Camino de Ronda, donde circulan el resto de líneas de autobús, a la paralela calle Arabial.